# Кубок Андорри з футболу 2020
Кубок Андорри з футболу 2020 — 28-й розіграш кубкового футбольного турніру в Андоррі. Титул володаря кубка вперше здобув Інтер (Ескальдес-Енгордань).

## Календар
| Раунд        | Дата                      | Матчі | Клуби  |
| ------------ | ------------------------- | ----- | ------ |
| Перший раунд | 19 січня 2020             | 4     | 12 → 8 |
| 1/4 фіналу   | 25 січня - 12 лютого 2020 | 4     | 8 → 4  |
| 1/2 фіналу   | 26 липня 2020             | 2     | 4 → 2  |
| Фінал        | 29 липня 2020             | 1     | 2 → 1  |

## Перший раунд
| Команда 1           | Рахунок | Команда 2           |
| ------------------- | ------- | ------------------- |
| 19 січня 2020       |         |                     |
| Енгордані           | 11:1    | Енкамп (2)          |
| Атлетік (Ескальдес) | 1:3     | Ла-Массана (2)      |
| Ордіно              | 1:2 дч  | Пенья Енкарнада (2) |
| Каррой              | 3:1     | Лузітанос (2)       |

## 1/4 фіналу
| Команда 1                   | Рахунок | Команда 2           |
| --------------------------- | ------- | ------------------- |
| 25 січня 2020               |         |                     |
| Інтер (Ескальдес-Енгордань) | 2:1     | Енгордані           |
| 26 січня 2020               |         |                     |
| Уніо Еспортива Санта-Колома | 1:0     | Пенья Енкарнада (2) |
| Санта-Колома                | 3:0     | Каррой              |
| 12 лютого 2020              |         |                     |
| Сан-Жулія                   | 4:0     | Ла-Массана (2)      |

## 1/2 фіналу
| Команда 1                   | Рахунок | Команда 2    |
| --------------------------- | ------- | ------------ |
| 26 липня 2020               |         |              |
| Інтер (Ескальдес-Енгордань) | 2:1     | Сан-Жулія    |
| Уніо Еспортива Санта-Колома | 0:1 дч  | Санта-Колома |

## Фінал
| 29 липня 2020 21:30 (EEST) |

| Інтер (Ескальдес-Енгордань)   | 2:0      | Санта-Колома |
| ----------------------------- | -------- | ------------ |
| Брунінью 71' Солдевілья 90+2' | Протокол |              |

| Естаді Насьйональ, Андорра-ла-Велья Арбітр: Бруно Паренте Фернандес |